# Yasmani Grandal
Yasmani Grandal (L'Avana, 8 novembre 1988) è un giocatore di baseball cubano naturalizzato statunitense, ricevitore per i Chicago White Sox della Major League Baseball.

## Carriera

### Minor League (MiLB)

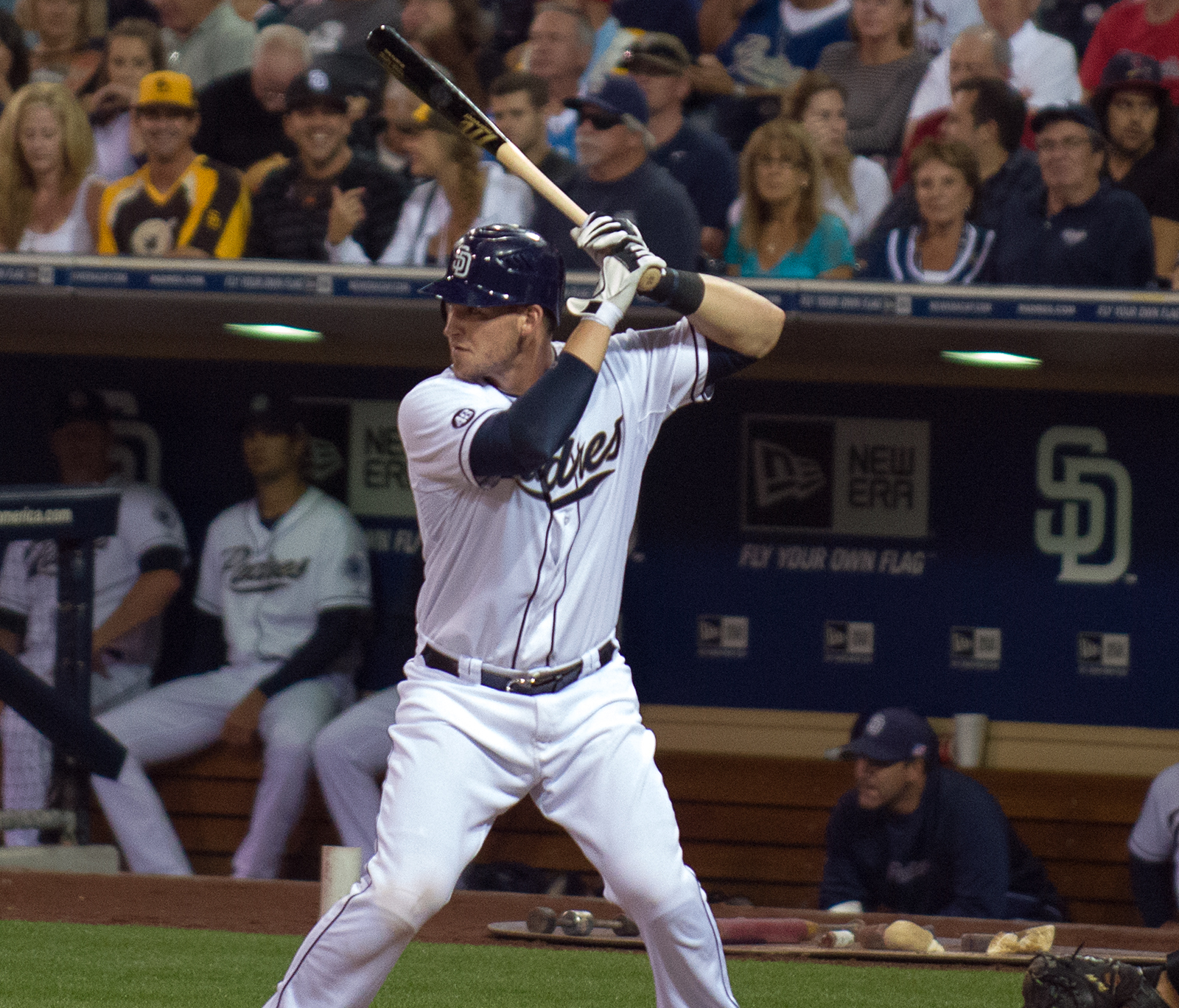
Yasmani Grandal con i Padres nel 2012

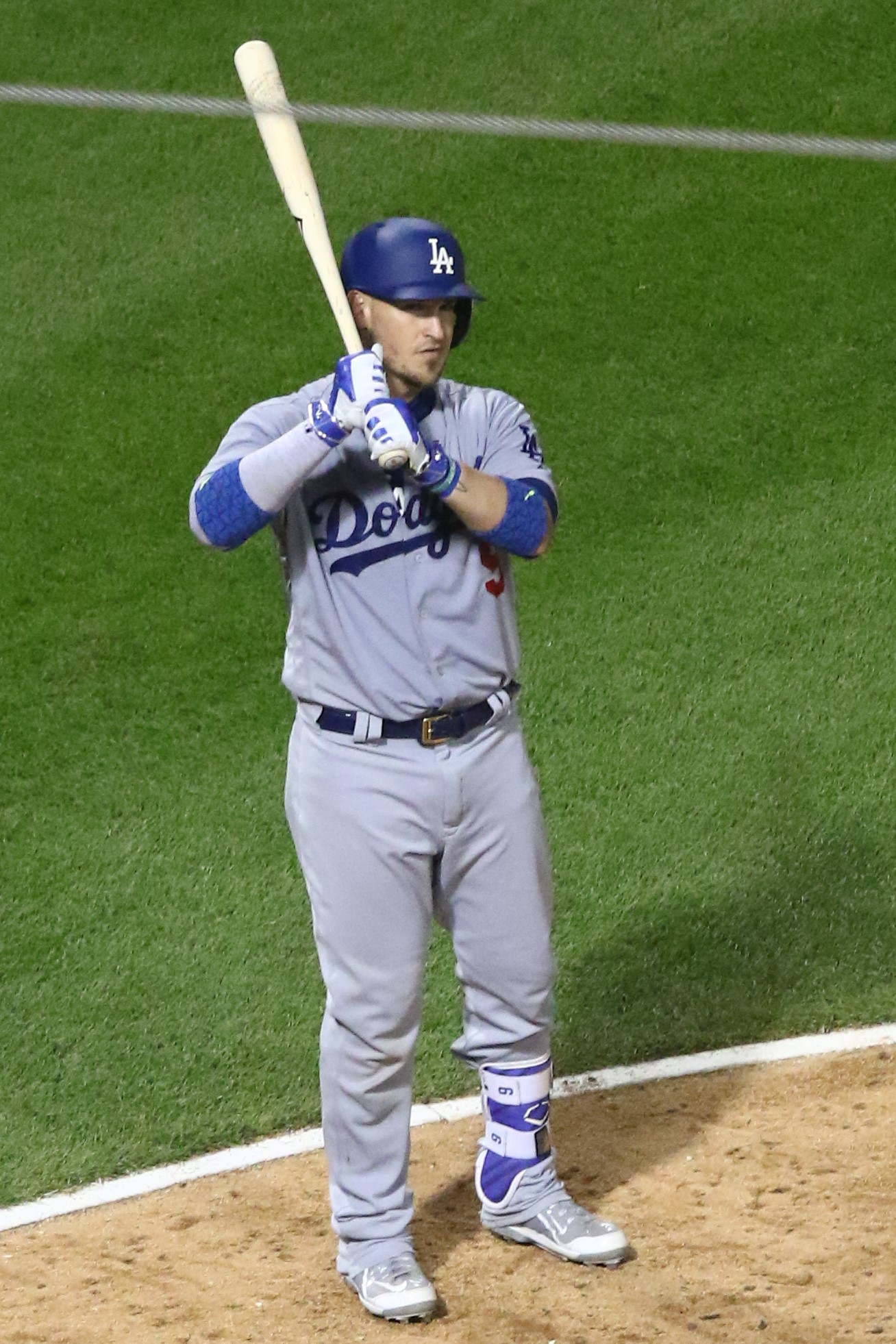
Grandal con i Dodgers nel 2017

Grandal lasciò Cuba all'età di 10 anni, assieme alla madre, il patrigno e i nonni materni, per gli Stati Uniti avendo la famiglia vinto la lotteria della green card. Frequentò la Miami Spring High School nell'omonima città della Florida. Dopo il diploma venne selezionato nel 27º turno del draft MLB 2007 dai Boston Red Sox, ma scelse di non firmare e si iscrisse all'Università di Miami di Coral Gables. Da lì venne selezionato nel primo turno, come 12ª scelta assoluta del draft MLB 2010 dai Cincinnati Reds, che lo assegnarono nella classe Rookie. Nel 2011 giocò nella classe A-avanzata e nella Doppia-A e fece le sue prime apparizioni nella Tripla-A.
Il 17 dicembre 2011, i Reds scambiarono Grandal, Yonder Alonso, Brad Boxberger e Edinson Vólquez con i San Diego Padres per Mat Latos.

### Major League (MLB)
Grandal debuttò nella MLB il 2 giugno 2012, al Petco Park di San Diego contro gli Arizona Diamondbacks. Concluse la stagione con 60 partite disputate nella MLB e 58 nella Minor League (56 giocate nella Tripla-A e 2 nella A-avanzata).
Nel 2013 terminò la stagione in anticipo, il 6 luglio, a causa di un infortunio al ginocchio.
Il 18 dicembre 2014, i Padres scambiarono Grandal (assieme a Joe Wieland e Zach Eflin) con i Los Angeles Dodgers in cambio di Matt Kemp, Tim Federowicz e 32 milioni di dollari. Nel 2015 partecipò per la prima volta all'All-Star Game.
Il 14 gennaio 2019, Grandal firmò un contratto annuale con i Milwaukee Brewers per 18.25 milioni di dollari, con inclusa una opzione per la stagione 2020. Durante la stagione 2019 venne convocato per la seconda volta per l'All-Star Game. Divenne free agent al termine della stagione.
Il 21 novembre 2019, Grandal firmò un contratto quadriennale dal valore di 73 milioni di dollari, con i Chicago White Sox.
Il 6 luglio 2021, venne inserito nella lista degli infortunati per un problema al ginocchio sinistro. Tornò in campo nella MLB il 27 agosto, concludendo la stagione con 93 presenze.

## Palmarès

### Individuale
- MLB All-Star: 2

2015, 2019